# Conor Casey
Conor Patrick Casey (Dover, 25 luglio 1981) è un allenatore di calcio ed ex calciatore statunitense, di ruolo attaccante.

## Palmarès

### Giocatore

#### Competizioni nazionali
- Campionato tedesco di seconda divisione: 1

Hannover 96: 2001-2002
- Campionato MLS: 1

Colorado Rapids: 2010